# Georg Essl I.
Georg Essl I. (* 17. August 1861 in Reisach im Gailtal; † 20. Januar 1940) war ein österreichischer Kaufmann, Unternehmer und Sammler.
Aus einfachsten Verhältnissen kommend arbeitete er sich auf Reisen und danach in seiner Heimat zu einem erfolgreichen Kaufmann empor und sammelte heimatliche Volkskunst. Er war der Begründer des Gailtaler Heimatmuseums.
Sein Sohn Georg Essl II. erwarb 1982 das Schloss Möderndorf für die Sammlung des Gailtaler Heimatmuseums. Im Jahr 2000 übergab die Familie Essl das Schloss der Stadtgemeinde Hermagor-Pressegger See. Die Unternehmer Karlheinz Essl, Horst Essl und Georg Essl III. sind seine Enkel.